# Мейс (Понтеведра)
Мейс (гал. і ісп. Meis) — муніципалітет в Іспанії, у складі автономної спільноти Галісія, у провінції Понтеведра. Населення — 5002 осіб (2009).
Муніципалітет розташований на відстані близько 480 км на північний захід від Мадрида, 10 км на північний захід від Понтеведри.
Муніципалітет складається з таких паррокій: А-Арментейра, Мейс, Ногейра, Парадела, Сан-Лоуренсо-де-Ногейра, Сан-Мартіньйо-де-Мейс, Сан-Томе-де-Ногейра.

## Демографія
Динаміка населення (INE ):

## Галерея зображень

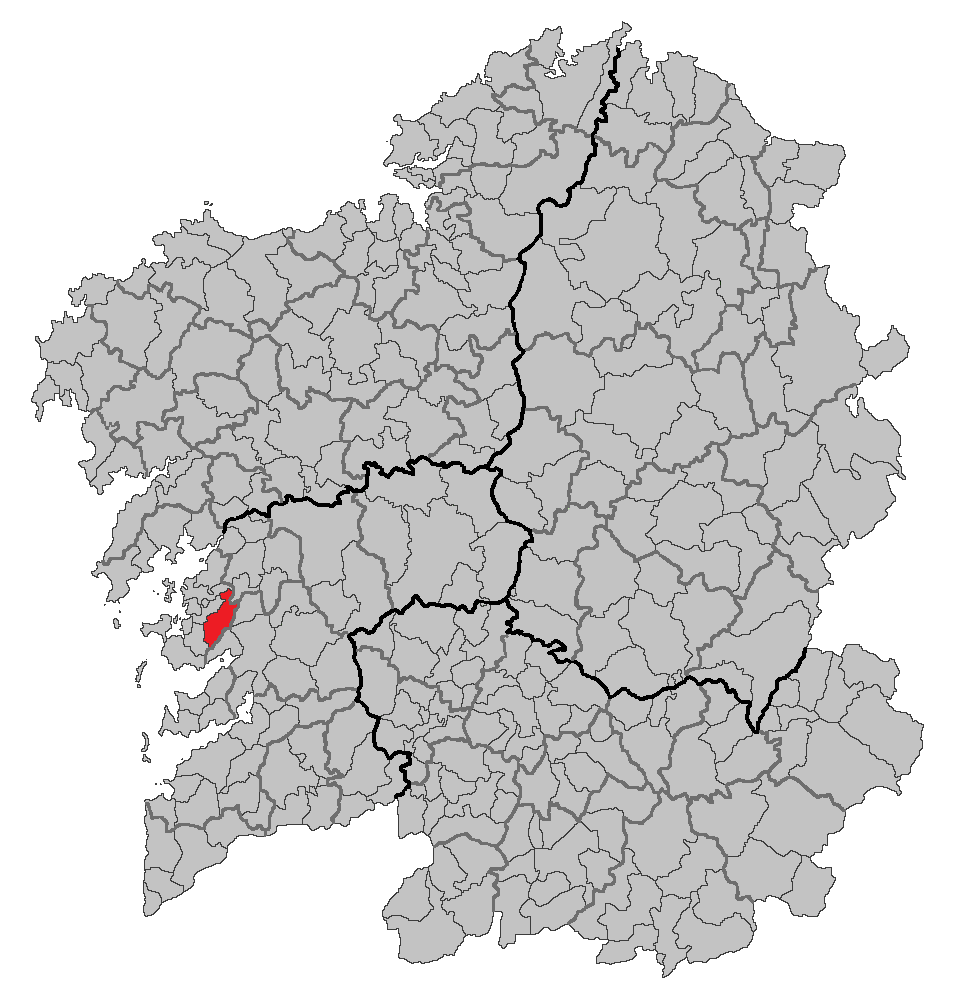
Розташування муніципалітету